# Alfa Romeo Spider

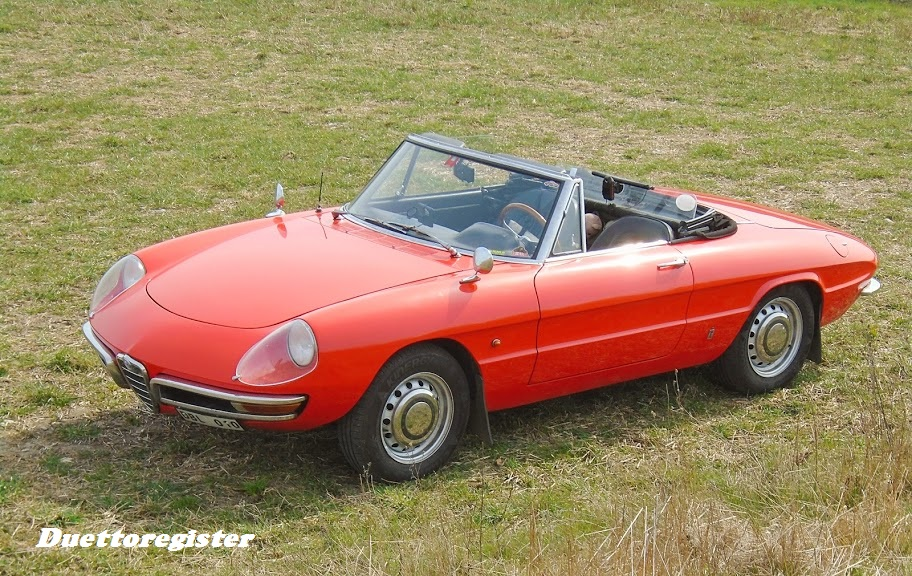
Alfa Romeo Spider AKA Duetto. Denna är i färgen Rosso AR514

Alfa Romeo Spider Duetto är en cabriolet från Alfa Romeo baserad på modell Giulia 105, och senare 115, med bakhjulsdrift. Spider är en av de cabrioleter som tillverkats längst i världen, med produktion mellan 1966 och 1993. Sista  bilarna fick år 1994 som årsmodell.
Spider omarbetades och moderniserades ett flertal gånger. De modeller som brukar kallas Duetto var:
- 1600 Duetto 1966 - 1967, 1600 cc, 109hk. Totalt 6341 fordon
- 1750 Spider Veloce 1967 - 1969, 1779 cc, 118hk. Totalt 3280 fordon
- 1300 Spider Junior 1968 - 1969. 1290 cc, 89hk. Total 2680 fordon

I många delar av världen fick även senare modeller, de utan "rund bakdel" smeknamnet Duetto trots att bakdelen ändrats.
Ordet "Spider" kommer som så många karossrelaterade termer från tiden kring förra sekelskiftet. Då drog hästar en mindre, lätt två- eller fyrhjulig kärra för att transportera människor bekvämt. Det var ett ord som hittat vägen från England till Amerika och därefter tillbaka till Europa. Italienarna blev särskilt förtjusta i ordet "Spider". 
I filmen Mandomsprovet från 1967 kör huvudkaraktären, spelad av Dustin Hoffman, en Spider serie 1. Den brukar kallas för "Duetto" eller "Osso di Seppia " och ibland "Rundhäck". 

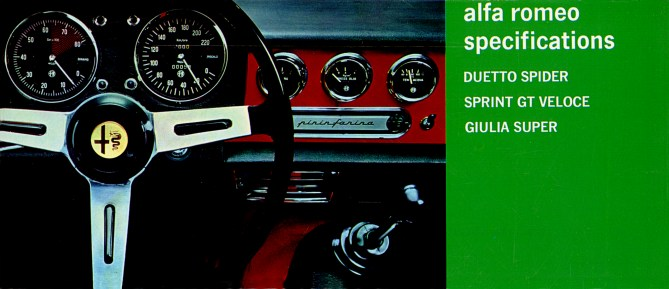
Enda broschyren med Duetto skrivet av fabriken

## Historia
Spidern introducerades i Genève den 10 mars 1966  och hade då en lång, rund bakdel. Den fick smeknamnet Duetto, men det fanns inget sådant emblem eller märke på spidern, utan den hette Alfa Romeo Spider 1600. Den enda broschyr som nämner Duetto kom ut i USA.
1970 kom Spider serie 2, som hade fyrkantig bakdel, s.k. Kamm-tail.

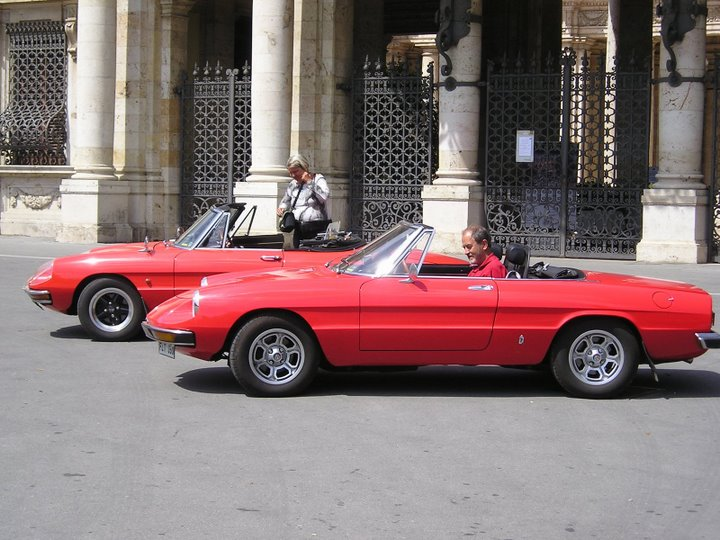
Röd Kamm-tail spider

Under 1980 fick Spidern en liten spoiler i gummi på koffertens bakdel, en vinge. På kontinenten kallades den Spider Aerodinamica. Spider serie 3 höll i sig till 1989 när gummi- och plastdekorationerna skalades av. 
Spider serie 4 eller S4 avslutade produktionen i slutet av 1993.
Framhjulsdriven spider kom 2004 med modellbeteckning 916.